# Herschel C. Loveless
Herschel Celiel Loveless (* 5. Mai 1911 in Hedrick, Keokuk County, Iowa; † 4. Mai 1989 in Ottumwa, Iowa) war ein US-amerikanischer Politiker (Demokratische Partei) und von 1957 bis 1961 der 34. Gouverneur des Bundesstaates Iowa.

## Frühe Jahre und politischer Aufstieg
Herschel Loveless besuchte die Ottumwa Highschool. Danach war er bei einer Eisenbahngesellschaft angestellt, ehe er bei der John Morrell Company für den Betrieb von Turbinen zuständig war.
Zwischen 1947 und 1949 war er bei der Stadt Ottumwa als Leiter des Straßenbauamts angestellt. Im Jahr 1949 wurde er Bürgermeister dieser Stadt. 1952 bewarb er sich erfolglos für das Amt des Gouverneurs von Iowa. Ebenso erfolglos blieb seine Kandidatur für das US-Repräsentantenhaus zwei Jahre später. Im Jahr 1956 wurde er dann doch als Kandidat seiner Partei zum Gouverneur seines Staates gewählt.

## Gouverneur von Iowa
Loveless trat sein neues Amt am 17. Januar 1957 an. Nach einer Wiederwahl im Jahr 1958 konnte er bis zum 12. Januar 1961 im Amt bleiben. In seiner Regierungszeit wurden das öffentliche Schulsystem reformiert und verwaltungsmäßig neu strukturiert. Für nervenkranke Patienten wurde ein eigener Haushaltsposten geschaffen. Das Arbeitslosengeld und die Unfallentschädigung für Arbeiter wurden erhöht und für die Lehrer wurde eine monatliche Mindestrente festgelegt. Gleichzeitig wurden länger ausstehende Staatsschulden mit Verzugszinsen belegt.

## Weiterer Lebenslauf
Nach dem Ende seiner Gouverneurszeit war Herschel Loveless zwischen 1961 und 1969 Mitglied eines Verhandlungsausschusses der Regierung (Renegotiation Board), dann war er im Jahr 1969 Präsident der Chromalloy American Corporation. Den Rest seines Lebens verbrachte er im Ruhestand. Herschel Loveless starb im Mai 1989 und wurde auf dem Friedhof von Ottumwa beigesetzt. Mit seiner Frau Amelia R. Howard hatte er zwei Kinder.